# Ferdinand Richter (poslanec Moravského zemského sněmu)
Ferdinand Richter byl rakouský politik německé národnosti z Moravy; poslanec Moravského zemského sněmu.

## Biografie
Působil jako držitel dědičné rychty v Grándorfu (Hradec nad Svitavou). Převzal ji roku 1863 po svém dědovi Franzi Neubauerovi. Měl čtyři syny a dceru. Z prvního manželství to byli synové Ferdinand (narozen 1871, zemřel 1872) a Rudolf (narozen 1873). Z druhého manželství vzešla dcera Bertha (narozena roku 1875), Robert (narozen 1878, zemřel 1889) a Ferdinand (narozen 1878, zemřel 1882). Druhý sňatek měl v Grándorfu v dubnu 1874. Bylo mu tehdy 26 let.
V 80. letech se zapojil do vysoké politiky. V doplňovacích zemských volbách roku 1881 byl zvolen na Moravský zemský sněm, za kurii venkovských obcí, obvod Moravská Třebová, Svitavy, Jevíčko. V roce 1881 se uváděl coby ústavověrný kandidát (tzv. Ústavní strana, liberálně a centralisticky orientovaná).